# プロディジー
ザ・プロディジー（The Prodigy）は、イギリスのテクノ / エレクトロロック・バンド。
1980年代末期のレイヴカルチャーをその出身基盤にもち、ロックとテクノの積極的な融合を試みることで、その先駆者として既存の電子音楽の持つ可能性を大きく押し広げた。特に、世界的なヒットを記録した3rdアルバム『ザ・ファット・オブ・ザ・ランド』は、1990年代におけるダンス・ミュージックの到達点、金字塔と評される。

## メンバー
- リアム・ハウレット（Liam Howlett）（プログラミング、キーボード）

バンドのリーダーであり、楽曲の製作とライブのサウンドシステムを一手に引き受ける。バンドのかたわらDJとしても活躍している。幼少時代にクラシック音楽の英才教育を受けて育っており、ドラムやピアノもこなすマルチ・プロデューサーである。元オアシスのフロントマンであるリアム・ギャラガーとは、妻であるオール・セインツのアップルトン姉妹を介して義理兄弟の関係にある。その縁でしばしばコラボレーションをすることがある。
- マキシム（Maxim）（MC / ヴォーカルおよびダンサー）

唯一の黒人メンバーで、キースとともにプロディジーのフロントを張る。ライヴではメイン・ヴォーカルをこなし、ドレッドヘアをなびかせてカンフーや空手のようなアクロバティックなダンスをしながらステージ上を縦横無尽に動き回る。他方普段は物静かでおとなしい寡黙な人柄であり、ステージ上とは好対照のキャラクターをもつ。アレキサンダー・マックイーンのデザインによるファッションショーのモデルを務めたこともある。

### 旧メンバー
- リロイ・ソーンヒル（Leeroy Thornhill）（ダンサー）

2000年脱退。足元のおぼつかないステップでユラユラとしたブレイクダンスを披露していた。バンドがレイヴ系から幅広い音楽性を追求していく中でその存在感が薄くなり、衆目一致でバンドを去った。後に「フライト・クランク」名義でソロ・デビュー。
近年ではDJ Hyperの作品にボーカル参加するなど他アーティストへの客演も行っている。
- キース・フリント（Keith Flint）（MC / ヴォーカルおよびダンサー）

バンドのフロントマンとしてプレスへの露出が多かった。デビュー当初は肩まで伸びた長髪スタイルであったが、3rdアルバム期前後から壊れ始め（『Nogood』当時は志茂田景樹のようなトロジャン・ヘアーだった）、逆モヒカン（頭髪の中央をそり上げ、左右に残した髪の毛を逆立てた髪型）にアイシャドウをほどこした隈取メイクのヴィジュアルがトレードマークであった。その後、幾度か髪型は変わり晩年には金髪のソフトモヒカンスタイルとなっていた。ファッションも独特で、ユニオンジャックをあしらったステージ衣装が多く、本人もたびたびユニオンジャックへのこだわりを口にする（しかし本人は自らのファッションについての話題は好まない模様）。ロバート・スミス（ザ・キュアー）以来のカルト・ヒーローとして、そしてファッション・アイコンとしてニュー・ミュージカル・エクスプレス誌等の表紙を飾ることも多かった。
既婚者で、妻は日本人女性である。バンドに帯同するPAスタッフを務めるかたわら、DJ Gedo Super Mega Bitch（日本では DJ mayumi）の名義でDJ活動も行っており、時折プロディジー公演の前座DJとしてハウスを中心に回すこともあった。
2019年3月4日、エセックスの自宅で縊死を遂げているところを発見された。49歳没。
- シャーキー（Sharky）（ダンサー）

唯一の女性メンバーであったが、XLレコーディングスとの契約と前後して脱退している。ファーストアルバムのブックレットにおいてその名を目にすることができる。
また、Voodoo People(Pendulum Remix)のMVにゲームの参加者として出演をしている（最後ゴールまでたどり着いた女性）。

## 経歴

### バンド結成からデビュー

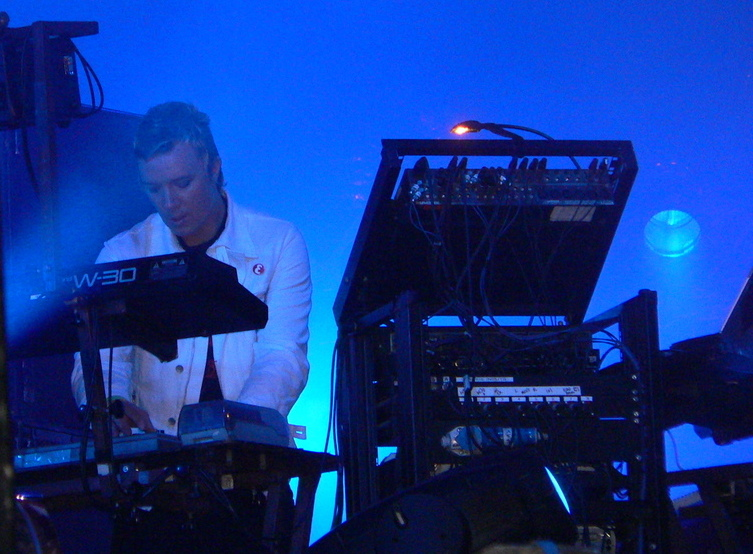
リーダーのリアム・ハウレット

1990年、イギリスのエセックスのクラブでメンバー5人が出会い、バンドが結成された。
1980年代終わりから盛り上がりを見せたセカンド・サマー・オブ・ラブシーンや、それに続くレイヴカルチャーにおける人気アーティストとして、アンダーグラウンド・シーンを賑わす存在となる。
1991年にXLレコーディングスと契約（これと前後してシャーキーが脱退）。アンダーグラウンドの熱気を受けるように、リリースするシングルがイギリスのダンスチャート上位に常にランクインするようになった（シングル 「チャーリー」 や「エブリバディ・イン・ザ・プレイス」は当時のレイヴシーンを代表する曲として、今なお根強い人気がある）。
1992年にファーストアルバム『エクスペリエンス』をリリース。いち早くドラムンベースを実践し、ブレイクビーツを多用したこのアルバムは多方面から脚光を浴び、バンドは一躍メジャー・シーンにのし上がる。日本ではフジテレビで深夜に放送されていた音楽番組『BEAT UK』でシングル『Everybody in the Place』がUKシングルチャートでNo.1を獲得。おまけにエイベックスから発売されたコンピレーション・アルバム『SUPER CLUB GROOVIN Vol.5』にも1曲目に収録されている。
1993年に初来日。当時XLの版権を持っていたエイベックスの招待で、ジュリアナ東京でレイブを行ったが、当時の日本ではプロディジーの知名度はほとんどなく、ジュリアナ東京の本来の客の反応は悪かった。一方で、プロディジーの来日を聞きつけた熱狂的ファン(渡辺健吾、当時はミニコミ誌『Delic』を主宰する一般人、のち音楽ライター)が「ジュリアナを乗っ取れ！」と記したミニコミ誌や「扇子女どもを蹴散らせ！」と記したフライヤーを配り、数百人のTシャツで汗だくの熱狂的ファンがジュリアナにもぐりこんだため（ジュリアナにはドレスコードがあったが、中で着替えた）、エイベックスの偉い人は苦々しい顔になり、お立ち台ギャルはドン引きした。1994年に再来日し、東京ドームで行われたエイベックス主宰のイベント「avex rave '94」で、エイベックスが用意した750名のお立ち台ギャルを含む約5万人の前で演奏を行ったが、いきなり4つ打ちガバを決めるリアム、踊りすぎてステージでこけたり客席に乱入して暴れるキースやステージ上で煽るマキシムに対して、trf目当てで来場した客の反応は渋かった。代わって、またしてもプロディジーのために東京ドームにもぐりこんだ熱狂的ファンが前に出てモッシュしはじめ、お立ち台ギャルを引きずりおろしてステージに登ろうとしたが、屈強な黒人の警備員に制止された。プロディジーは「日本初のレイヴイベント」と聞かされて来日したが、ディスコみたいなところに2 Unlimitedと同じステージに立たされ、実際は極めて商業的なイベントであったことに気づいて憤慨した。キースはジュリ扇を持った大量のお立ち台ギャルを見てショックを受けた。その翌日、渡辺に「いいクラブ」と教えてもらった西麻布のイエローでレイヴを行い、満足して帰国。いちおう日本初の単独公演になるが、狭いハコというのもあり、キースがお客さんをイジったりステージに上げたりして結構フレンドリーだった。1993年当時の日本人は本場のレイヴを知らず、小室哲哉がレイヴを誤解して作ったTRFがデビューした時期であり、イギリスでヒット曲を連発していたプロディジーの版権を持つエイベックスは販売戦略上、プロディジーを「ジュリアナ東京のパワープレイ」として売り出していたが、実際にはジュリアナ東京のジュリ扇を持ったお立ち台ギャルには踊りにくいので不評だった。

### 2nd、3rdの世界的ヒット
1994年、セカンドアルバム『ミュージック・フォー・ザ・ジルテッド・ジェネレーション』を発表。「ブードゥー・ピープル」「ポイズン」などの斬新な手法を取り入れたトラックを中心としたこのアルバムで、オルタナティブ・ロック系サウンドを大々的に導入。
ブリットポップのバブルに沸くUKロックシーンとの相乗効果もあってアルバムは全英1位を獲得。英国内だけで100万枚を超えるセールスを記録し、バンドの人気と評価は確固たるものとなった。またこの年に二度目の来日。エイベックス主催「avex rave '94」に参加した。1995年には小室哲哉が主宰する「Avex dance Matrix '95 TK DANCE CAMP」に参加し、8月22日、本会場であるヴェルファーレの向かいにありながら全く毛色の違う場所だった「ジャングルベース」でレイブを行った（今回は残念ながら小室ファミリーとの対バンはなかった）。
大ブレイクの勢いそのままに1996年、シングル「ファイアスターター」、「ブリーズ」、「スマック・マイ・ビッチ・アップ」というクラブ界の3大アンセムとなる曲を次々に発表。そして翌1997年にサードアルバム『ザ・ファット・オブ・ザ・ランド』をリリース。様々な音楽性を横断し、ダンスとロックの垣根を完全に打ち払ったこのアルバムは、英米加豪4カ国を含む全世界22カ国の最主要アルバムチャートにて初登場1位に輝き、全世界で1000万枚を超えるモンスターヒットを記録、さらに同年のグラミー賞にもノミネートされるなど（受賞は逃した）、バンドは瞬く間にして全世界的な成功を獲得するに至る。
同年のグラストンベリー・フェスティバルではダンス系アクトとして初のヘッドライナーを務める。
また、初開催となるフジロックフェスティバルにも参加（2日目に演奏予定だったが、しかしながら天候不順のためライヴは行われなかった。行き場を失って会場のふじてんから近くの富士急ハイランドになだれ込んだ多くの参加者は、ジェットコースターキング・オブ・コースターFUJIYAMAに乗ったりして楽しむキースに遭遇。一緒に写真を撮るなどフレンドリーだった）。翌1998年にはヘッドライナーとしてフジロックフェスティバルへの出演を果たしている。
奇しくも97〜98年頃を境に英国ではブリットポップブームが終息の兆しをみせ、シーンの主役がクラブ系アーティストへと移行する1つの潮流を作り上げることともなった。

### ソロ活動期から4作目
『ザ・ファット・オブ・ザ・ランド』の大成功による世界ツアーは足掛け2年にも及んだ。あまりも長期にわたるライヴ生活によって疲労困憊したバンドはしばらく休息状態に入る。
その間、1999年にリアムがミックスDJアルバムを、翌年にはマキシムがソロ・アルバムを発表。2003年にはキースも「フリント」名義でソロ・プロジェクトを始動させる(しかしながら、諸事情によりソロ・アルバムは発売延期のままお蔵入り状態となっている)など、メンバー各自のソロ活動が活発化した。
活動休止と前後して、バンドの方向性から完全に逸脱し存在自体が希薄になっていたダンサーのリロイ・ソーンヒルが脱退し、3人組となる。
バンド活動は2001年から徐々にロック・フェスティバルを中心に再開。世界中のフェスの大トリを飾りながら、2002年には再びフジロックフェスティバルのヘッドライナーも務めた。
同2002年、前作から5年ぶりに、4枚目のアルバムへと繋ぐ位置づけとなる筈だったシングル「Baby's got a temper」（日本盤未発売）を発表。このシングルはヒットこそしたものの、「前作の延長線上、焼き直し」とメディアに袋叩きにされ、この方向性に疑問を感じたバンドは、当時半分以上完成していた4枚目のアルバムの為の曲を全て廃棄し、真の4枚目のアルバムを一から作り直し始めた。
そして2004年、前作から7年ぶりに4枚目のアルバム『オールウェイズ・アウトナンバード、ネヴァー・アウトガンド』（全英初登場1位）をリリース。前作からの脱却をテーマに、レコーディングにはマキシムとキースは参加せず、代わりにジュリエット・ルイス、オアシスのギャラガー兄弟ら多くのゲスト・ボーカルを招いて製作され、全体にブレイクビート・テクノが疾走するクラブ系サウンドに回帰した仕上がりとなった。本作からは「スピットファイア」「ホット・ライド」などのヒット曲が生まれている。
2005年には初のベスト盤である『シングルス1990-2005』をリリースし、キャリアに一区切りをつけた。

### インヴェイダーズ・マスト・ダイ
サマーソニック'08など数本のフェス出演を経て新作への手応えを形成させたバンドは、5作目となるアルバム『インヴェイダーズ・マスト・ダイ』を2009年に発表。『ザ・ファット・オブ・ザ・ランド』以来実に10年ぶりにマキシムとキースが参加して制作された復活作ともいうべき内容で、ビッグ・ビート当時を彷彿とさせる会心のダンスビートが多くの好レヴューを呼んだ（全英1位、ヨーロッパ主要チャートでも軒並みトップ5、日本でもオリコン8位を記録）。長期かつワールドワイドに渡るツアーと数多くのミュージックフェスへの参加を行った。日本公演においてはペンデュラム、ハドーケン!、オートクラッツといった気鋭の後進バンドをサポートに従えての大規模なフェスが行われた。
2011年には、ミルトン・キーンズのナショナル・ボウルでのライヴ音源と映像を収録したキャリア初のライヴ盤『ワールズ・オン・ファイア』をリリースした。

### ザ・デイ・イズ・マイ・エネミー
2015年3月（日本盤は4月）には前作から6年ぶり、6枚目のアルバム『ザ・デイ・イズ・マイ・エネミー』を発売、それに伴うツアーが4月からオランダを皮切りに行われる予定である。
2019年3月4日、キース・フリントが英東部エセックスの自宅で死去、死因は自殺、49歳。

## 音楽性
マキシムとキースの個性的で強烈なヴィジュアル・イメージゆえに、キワモノ的な扱いをされていた時期もあったが、リアム含め3人とも根は「音楽オタク」であり、飽くことなくスタジオに入り浸って楽曲製作にいそしむクリエイターぶりは有名で、インタビューその他の3人の受け答えは、ライヴの姿とはうって変わって冷静で知的な側面が強い。
特にリーダーのリアム・ハウレットはクラシック音楽の英才教育を受けて育ったが、多感な青年期にヒップホップのDJをも経験していることからの影響か、彼らの音楽はクラシックの展開・構成力とヒップホップのリズム感やビートのパターンを兼ね備えたものとなった。一見、衝動的に思われるプロディジーの諸楽曲群は、レッド・ツェッペリンの音楽さながら、緻密に計算された上で見事にクラシック的な起承転結の上に成り立っている。
日本では、アンダーワールド、オービタル、ケミカル・ブラザーズと共に、「テクノ四天王」とも呼ばれる （様々なジャンルの「世界三大」「世界四大」などと同様、日本でのみ通用する呼称である）。

## その他
所属レーベルは2005年のベスト盤・シングルリリースまではXLレコーディングス。2009年の5thアルバムからはクッキング・ヴァイナル傘下に新たに設立した自身のレーベル「テイク・ミー・トゥ・ザ・ホスピタル」からリリースを行っている。7thアルバムはBMG Rights Managementとライセンス契約を行い、BMGから発売している。
日本国内版はエイベックスから3rdアルバムまでリリースされたものの、その後しばらく国内盤は廃盤状態が続いたが、2004年の4thアルバム発売時にソニー・ミュージックエンタテインメントが4thアルバム及びExperience/Expanded、2nd、3rdの各アルバムを発売し、ベスト盤も発売されたが、現在は全て廃盤になった。現在ではXLレコーディングス時代のアルバムはホステス・エンタテインメントから発売されているが、『ゼア・ロー - グレイテスト・ヒッツ 1990-2005』は通常盤のみ、1st及び2ndアルバムもオリジナル盤のみとなっている。2009年に自身のレーベルに移っての5th/6thアルバムはビクターエンタテインメントより発売されている。

## ディスコグラフィ

### アルバム
| アルバム（タイトル/発売年） | メモ |
| --- | --- |
| エクスペリエンス Experience（1992年） | 1stアルバム UK12位 リマスター版は『Experience / Expanded』にタイトル変更 |
| ミュージック・フォー・ザ・ジルテッド・ジェネレーション Music for the Jilted Generation（1994年）                                         | 2ndアルバム UK1位、US198位 リマスター版は『More Music for the Jilted Generation』にタイトル変更 |
| セレクテッド・ミキシーズ・フォー・ザ・ジルテッド・ジェネレーション Selected Mixes for the Jilted Generation（1995年）                    | avex traxから発売の国内オリジナル盤。 当時のシングルにカップリングされていた曲で構成されている。収録曲の半分程は『More Music for the Jilted Generation』のDisc2にも収録されている。 |
| ザ・ファット・オブ・ザ・ランド The Fat of the Land（1997年）                                                                             | 3rdアルバム UK1位、US1位、日本18位 日本のソニーミュージック盤ではシングルのカップリング曲である「Molotov Bitch」「No Man Army」が追加収録されていた。 |
| エクスペリエンス / エクスパンデッド Experience / Expanded（2001(US) / 2008年(UK)）                                                       | 『Experience』+追加ディスクの2枚組リマスター盤 Disc1が『Experience』、追加されたDisc2は当時のシングル収録曲で構成した『Expanded』からなる。両ディスクともリマスタリングが行われている。UK版（ゴールドのジャケット）はDisc2に2曲追加されている。日本のソニーミュージックから発売されたものはUS盤に準じている。 |
| オールウェイズ・アウトナンバード、ネヴァー・アウトガンド Always Outnumbered, Never Outgunned（2004年）                                   | 4thアルバム UK1位、US62位、日本6位 日本のソニーミュージック盤にはシングルのカップリング曲「More Girls」が追加収録されていた。 |
| ゼア・ロー - グレイテスト・ヒッツ 1990-2005 Their Law: The Singles 1990-2005（2005年）                                                   | ベスト・アルバム UK1位、日本16位 通常版はCD1枚、リミテッド版はCD2枚組にブックレットが付属する。リミテッド版では新曲やライブ版なども収録されている。日本のソニーミュージックの初回生産限定版では、リミテッド版に通常別売りのDVDが付属した（ただし付属したDVDにはFirestarterのPV作成時のメイキング映像が収録されていない。単品販売されたDVDでは収録されている）。 ソニーミュージック盤での日本語タイトルは『グレイテスト・ヒッツ 1990-2005』、ホステス盤では『ゼア・ロー』が頭に付くようになった。 |
| More Music for the Jilted Generation（2008年）                                                                                           | 『Music for the Jilted Generation』+追加ディスクの2枚組リマスター盤 Disc1が『Music for the Jilted Generation』、追加されたDisc2は当時のシングルにカップリングされていた曲や新規収録バージョン等で構成される。両ディスクともリマスタリングが行われている。 |
| インベイダーズ・マスト・ダイ Invaders Must Die（2009年）                                                                                 | 5thアルバム UK1位、US58位、日本8位 CDのみ、及びDVD付属盤が存在する。UKのみで発売されたBox Setでは『Lost Beats』という4曲収録のボーナスCDが付属した。 ビクターエンタテインメントから発売の国内盤は『Lost Beats』から「Black Smoke」と「Fighter Beat」が追加収録されている。 |
| インヴェイダーズ・マスト・ダイ ‐ ウォリアーズ・ダンス・フェスト・エディション Invaders Must Die - Warrior's Dance Fest Edition（2009年） | ビクターエンタテインメントから発売の国内オリジナル盤 Disc1は国内盤の『Invaders Must Die』、DVDは付属せずDisc2が追加され『Invaders Must Die』からシングルカットされたシングルにカップリングされている曲（ダウンロード販売のみだった曲も含まれるためSpecial Editionには入っていない曲も含まれる）と、『Lost Beats』から「Wild West」が収録されている。 |
| Invaders Must Die - Special Edition（2009年）                                                                                            | 『Invaders Must Die』+追加ディスク（CD2枚+DVD1枚）のスペシャル盤 Disc1はオリジナル盤に『Lost Bets』から「The Big Gundown」と「Wild West」、及びOmenのライブ版が追加。Disc2はシングルにカップリングされているMix曲、新規Mix曲（「Invaders Must Die - Liam H Re-amped Version」含む）が収録されている。DVDは収録曲が増加。 |
| ワールズ・オン・ファイア World's on Fire（2011年）                                                                                       | 初のライヴ・アルバム 2010年7月24日にイギリスのミルトン・キーンズ・ボウルで開催された「Warrior's Dance Festival」を収録。CD / DVD盤とCD / Blu-ray盤を同時発売。DVD及びBlu-rayには「Warrior's Dance Festival」の他に世界各国でのライヴのバックステージ映像やフォトギャラリーなども収録。国内盤はCD / DVD盤のみ発売。 |
| ザ・ファット・オブ・ザ・ランド（エクスパンデッド・ヴァージョン） The Fat of the Land (Expanded Edition)（2012年）                        | 3rdアルバム+リミックスEPの2枚組 15周年記念盤 Disc1はオリジナルの3rdアルバム、Disc2は3rdアルバムの曲の新規リミックスを収録したEP『The Added Fat EP』。3rdアルバム発表から15周年記念で発売。 |
| ザ・デイ・イズ・マイ・エネミー The Day Is My Enemy（2015年）                                                                             | 6thアルバム UK1位、US127位、日本13位 iTunesの配信でのみThe Eighties Matchbox B-Line DisasterをカバーしたRise of the Eaglesが追加収録。ビクターエンタテインメントから発売の国内盤ではアルバム曲のリミックス2曲を追加収録。またハイレゾ音源配信サイトでは44.1kHz / 24bitでのロスレス音源の配信も行われている。 |
| ザ・デイ・イズ・マイ・エネミー ‐ツアー・エディション The Day Is My Enemy Tour Edition（2015年）                                          | ビクターエンタテインメントから発売の国内オリジナル盤 Disc1は国内盤の『The Day Is My Enemy』、Disc2はシングルやEPの曲が収録されている。 |
| The Day Is My Enemy - Remixed / Bonus Tracks（2015年）                                                                                   | 『The Day Is My Enemy』のシングルやEPの収録曲に加え、新Rimixの「The Day Is My Enemy」やファンによって『Invaders Must Die』収録の「Stand Up」とPublic Enemyの「Shut 'Em Down」がマッシュアップされた「Shut 'em Up (The Prodigy vs Public Enemy vs Manfred Mann)」が収録されているRimix / Bonus曲集。CDは公式サイトの通販で限定発売された。ダウンロード版は『The Day Is My Enemy (Expanded Edition)』のタイトルで発売されている。                                                                  |
| No Tourists（2018年） | 7thアルバム ハイレゾ音源配信サイトでは44.1kHz / 24bitでのロスレス音源の配信も行われている。 |

### シングル
日本未発売のものも含む。
| シングル（タイトル/発売年）                                                      | 収録アルバム                        |
| -------------------------------------------------------------------------------- | ----------------------------------- |
| "What Evil Lurks"（1991年）                                                      | アルバム未収録                      |
| "Charly"（1991年）                                                               | Experience                          |
| "Everybody in the Place"（1992年）                                               | Experience                          |
| "Fire / Jericho"（1992年）                                                       | Experience                          |
| "Out of Space / Ruff in the Jungle Bizness"（1992年）                            | Experience                          |
| "Wind It Up (Rewound)"（1993年）                                                 | Experience                          |
| "One Love"（1993年）                                                             | Music for the Jilted Generation     |
| "No Good (Start the Dance)"（1994年）                                            | Music for the Jilted Generation     |
| "Voodoo People"（1994年）                                                        | Music for the Jilted Generation     |
| "Poison"（1995年）                                                               | Music for the Jilted Generation     |
| "Firestarter"（1996年）                                                          | The Fat of the Land                 |
| "Breathe"（1996年）                                                              | The Fat of the Land                 |
| "Smack My Bitch Up"（1997年）                                                    | The Fat of the Land                 |
| "Baby's Got a Temper"（2002年）                                                  | アルバム未収録                      |
| "Girls / Memphis Bells"（2004年）                                                | Always Outnumbered, Never Outgunned |
| "Girls"（2004年）                                                                | Always Outnumbered, Never Outgunned |
| "Hotride"（2004年）                                                              | Always Outnumbered, Never Outgunned |
| "Spitfire"（2005年）                                                             | Always Outnumbered, Never Outgunned |
| "Voodoo People (Pendulum Remix)" / "Out Of Space (Audio Bullys Remix)"（2005年） | Their Law: The Singles 1990-2005    |
| "Invaders Must Die"（2008年）                                                    | Invaders Must Die                   |
| "Omen"（2009年）                                                                 | Invaders Must Die                   |
| "Warrior's Dance"（2009年）                                                      | Invaders Must Die                   |
| "Take Me to the Hospital"（2009年）                                              | Invaders Must Die                   |
| "Invaders Must Die"※Liam H Re-amped version（2009年）                            | Invaders Must Die - Special Edition |
| "Nasty"（2015年）                                                                | The Day Is My Enemy                 |
| "The Day Is My Enemy"（2015年）                                                  | The Day Is My Enemy                 |
| "Wild Frontier"（2015年）                                                        | The Day Is My Enemy                 |
| "Wall of Death"（2015年）                                                        | The Day Is My Enemy                 |
| "Ibiza" featuring Sleaford Mods（2015年）                                        | The Day Is My Enemy                 |

### ビデオゲーム
- Wipeout XL（1996年） - "Firestarter [Instrumental]"
- Need for Speed: Most Wanted（2005年） - "You'll Be Under My Wheels"
- Forza Motorsport 2（2007年） - "Spitfire"
- MotorStorm Raging Ice 〜モーターストーム レイジングアイス〜（2009年） - "Omen"
- Need for Speed: Shift（2009年） - "Run With The Wolves"
- Colin McRae:DiRT2（2009年） - "Warrior's Dance"
- Watch Dogs 2（2016年） -"The Day Is My Enemy"
- Watch Dogs legion（2020年） - "Light Up the Sky"